# Kruma
Kruma (a helyi lakosság informális elnevezésével Has) város Albánia északkeleti részén, Kukës városától légvonalban 13 kilométerre északra, a koszovói határ közelében, Kukës megyében. Has község, azon belül Kruma alközség központja. Ez utóbbi közigazgatási egység a városon kívül négy további települést foglal magában (Cahan, Gajrep, Mujaj-Dajç és Zahrisht). A 2011-es népszámlálás alapján az alközség népessége 6006 fő, ennek mintegy a fele lehet Kruma tényleges városi lakossága.

## Fekvése
Kruma az Albán-Alpok keleti peremén, az 1986 méterig emelkedő Pashtrik-hegység vonulataitól  közrezárt Krumai-medencében fekszik. Délről a Gjytezai- (Maja e Gjytezës, 1410 m), keletről a Gajrepi- (Maja e Gajrepit, 1368 m), északról pedig a Ksherrai-hegy (Maja e Ksherrës, 1124 m) szegélyezi a várost. Geológiai szempontból a Mirditai-fennsík szerpentinövezetének északkeleti végpontja, amelynek pereme – még mielőtt Koszovó területén a harmadidőszaki lerakódások alá bukna – élesen kiemelkedve alkotja a Pashtrik-hegységet. A hegység csapadékát a Vrella-patak vezeti le a Krumai-medencébe, egyúttal ez biztosítja a város vízellátását is.
A közeli megyeszékhelyt, Kukëst a  Qafa-Prushi határátkelőhellyel, illetve a koszovói Gjakova városával összekötő aszfaltozott út Krumát is érinti.

## Történelme
A környéken jelentős ókori halomsírokat találtak, amelyek jellemzője a kőlapokból kialakított sírkamra.
Az újkorban Kruma vidéke a Has történelmi régió – és az azonos nevű törzsi szállásterület – nyugati határvidékén feküdt, amelyet a londoni nagyköveti konferencia 1913-as döntése szakított el Has többi részétől: a vidék nagyobbik része, Gjakovával együtt Jugoszláviához került, míg Kruma Albánia része maradt.
A 20. század elején más iszlám felekezetű északalbán törzsekhez hasonlóan a Kruma vidéki Has törzsbeliek is fegyverrel harcoltak a függetlenségért. Az 1912-es felkelés során Kruma is a lázadók kezére került. Az első világháborút követő pártpolitikai harcok során a hatalmát építgető Amet Zogolli ellenzékének egyik fő fészke volt a terület. 1923 januárjában Bajram Curri vezetésével – Hasan Prishtina és Mustafa Kruja támogatásával – fegyveres kormányellenes felkelés tört ki a Gjakova és Kukës közötti vidéken, és bár a lázadók Kruma városát sikeresen kézre is kerítették, a Zogolli-kormány – jugoszláv csendőrségi segédlettel – csakhamar leverte őket. 1924 májusában újabb elégedetlenségi hullám futott végig Albánián; a Bajram Curri vezette felkelők az országban elsőként ragadtak fegyvert, elfoglalták Kukëst, és heves harcokra került sor Kruma környékén is. Az események nyomán kibontakozó júniusi forradalom Zogolli külföldre menekülésével zárult, 1924 decemberében azonban jugoszláv katonai támogatással visszatért az országba és elűzte a polgári demokratákat. Az utóvédharcok Kruma vidékén tartották a legtovább, ahova december 17-én Bajram Curri és emberei visszahúzódtak. Curri, ötszáz fős gerillacsapata élén elestéig, 1925. március 29-éig tartotta Kruma vidékét.
A második világháborút követően indult meg a korábban kizárólagosan agrárjellegű Kruma iparosítása és városiasodása, párhuzamosan a környék rézbányáinak megnyitásával.

## Nevezetességei
A város kevés látványossággal szolgál. A városképet az 1960-as–1980-as években emelt lakóépületek határozzák meg. A város helytörténeti-néprajzi múzeumának (Muzeu i Hasit) anyaga az 1997-es polgárháború során nagyrészt megsemmisült.
A helyi legenda szerint a Kruma fölött magasodó Pashtrik-hegységben temették el a 13. századi bektási szent embert, Szari Szaltukot (albános nevén Sari Salltëku). Feltételezett sírjához a második világháború előtti időszakban minden augusztus 22-én koszovóiak és észak-albániaiak tömegei zarándokoltak el.